# 인천공항 자기부상철도
인천공항 자기부상철도(仁川空港 磁氣浮上鐵道)는 인천공항1터미널역과 용유역을 잇는 6.1km 길이의 자기부상열차 노선으로, 세계 두 번째로 상용화된 도시형 무인운전 자기부상철도 노선이다. 도시형 자기부상열차 실용화사업에 따른 시범노선으로 선정되어 건설되었으며, 2016년 2월 3일 개통하였다. 운행 차량은 에코비이다.
사업비는 기술개발비 800억원, 건설비 3150억원이며, 건설비는 정부가 69%, 인천광역시가 6%, 인천국제공항공사가 25%를 부담하고 있으며 철도부지는 인천국제공항공사가 제공하였다. 시범 노선이 놓이는 인천국제공항 이외에도 자기부상 열차를 건설하는 지방 도시에 대하여는 60%까지, 서울은 40%까지 정부가 사업비를 지원할 방침이다.
수도권 전철의 요금 제도를 따르지 않으며 인천 도시철도와도 별도로 시행된 사업이므로 인천 도시철도는 물론 수도권 전철도 아니다. 다만, 80km/h급 속도로 영업 운행하며 일정액의 국비 지원이 있으므로 도시철도의 조건은 법령상 충족한다. 노선 안내도 등에 사용되는 노선색은 ●밝은 노란색이다. 통행방향은 어디서든 우측통행이다.

## 역사
- 2004년 7월: 국가연구개발 실용화사업 추진 결정
- 2006년 10월 26일: 도시형 자기부상열차 실용화 사업 계획 확정
- 2007년 2월 13일: 전국 시도 중에서 도시형 자기부상철도 입지 후보로 5개 시[1] 선정
- 2007년 6월 8일: 자기부상열차 사업제안서 제출
- 2007년 6월 26일: 인천으로 최종 선정
- 2009년 4월 9일: 기본 계획 고시
- 2010년 8월 3일: 1단계 구간 착공
- 2012년 5월: 노선 명칭 공모
- 2012년 8월: 1단계 구간 준공
- 2012년 8월 16일: 역명 결정[2]
- 2012년 11월 28일: 공식 시운전 시작
- 2016년 2월 3일: 개통
- 2017년 6월 19일: 국제업무단지역의 이름을 파라다이스시티역으로 개정[3]
- 2018년 1월 13일: 인천공항2터미널역 영업 개시로 인천국제공항역의 이름을 인천공항1터미널역으로 개정[4]
- 2022년 7월 14일: 차량 중정비로 운행 중단

## 논란
노선 명칭은 2012년 5월 인천공항 홈페이지를 통한 일반공모 결과, 총 904건이 접수되어 3차에 걸친 내부 심사와 관계기관의 협의를 거쳐 최우수작으로 뽑힌 "인천공항 자기부상철도"로 선정되었다. 인천국제공항공사는 최우수작 선정 배경에 대하여 인천국제공항에 국내 최초로 운영한 자기부상열차라는 특징을 가감 없이 가장 잘 표현하였다고 설명하였다. 한편, 공모전 최우수작을 낸 사람에게 100만원 상당의 상품권이 수여된 등 예산 낭비 논란이 있다.

## 차량
- 에코비

## 역 목록
역명은 인천광역시 고시 제2012-212호로 2012년 8월 16일에 확정되었다.
| M01 | 인천공항1터미널 | 仁川空港1터미널 | Incheon Int'l Airport Terminal 1 | ● 인천국제공항철도 |     |     | 인천광역시 | 중구 |
| M02 | 장기주차장      | 長期駐車場      | Long Term Parking                |                    | 0.4 | 0.4 | 인천광역시 | 중구 |
| M03 | 합동청사        | 合同廳舍        | Administration Complex           |                    | 0.5 | 0.9 | 인천광역시 | 중구 |
| M04 | 파라다이스시티  |                 | Paradise City                    |                    | 0.4 | 1.3 | 인천광역시 | 중구 |
| M05 | 워터파크        |                 | Water Park                       |                    | 3.0 | 4.3 | 인천광역시 | 중구 |
| M06 | 용유            | 龍遊            | Yongyu                           |                    | 1.2 | 5.5 | 인천광역시 | 중구 |